# Provinz Cáceres
Die Provinz Cáceres (spanisch; extremadurisch Caçris; Fala Cáciris) ist neben der Provinz Badajoz eine der beiden Provinzen in der Autonomen Gemeinschaft Extremadura im Westen Spaniens. Die dünn besiedelte Provinz (ca. 20 Einwohner pro km²) ist mit 19.867,78 km² die flächenmäßig zweitgrößte Spaniens.

## Geographische Lage
Die Provinz Cáceres nimmt den nördlichen Teil der Extremadura ein. Sie grenzt im Norden
an die Provinz Salamanca, im Nordosten an die Provinz Ávila, im Osten an die Provinz Toledo, im Süden an die Provinz Badajoz und im Westen an Portugal.

## Verwaltungsgliederung

### Comarcas

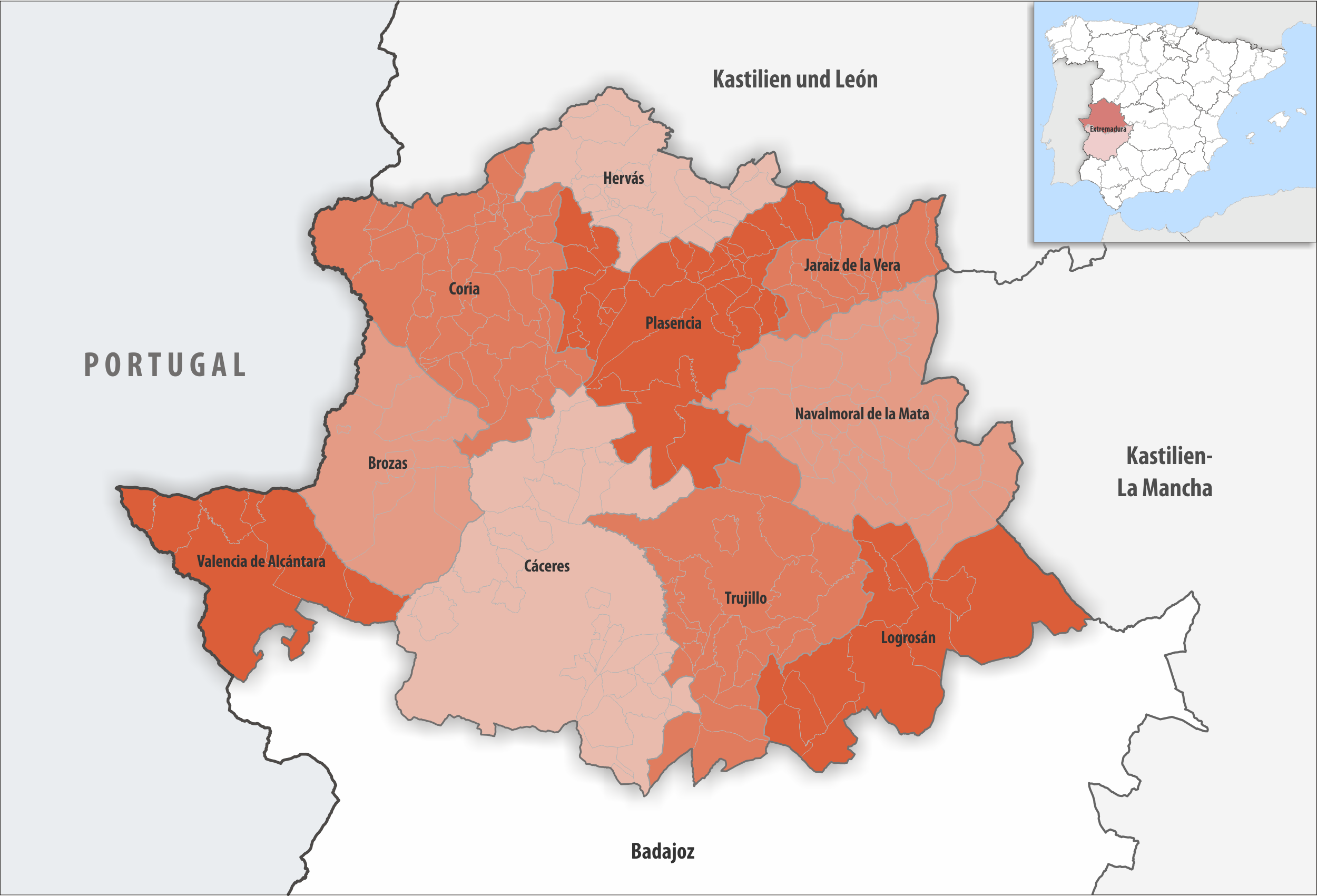
Comarcas in der Provinz Cáceres

(Quelle: )
| Comarca               | Gemeinden | Einwohner (2024) | Fläche km² | Dichte Einw./km² | Hauptort              |
| --------------------- | --------- | ---------------- | ---------- | ---------------- | --------------------- |
| Brozas                | 9         | 8.582            | 1.579,28   | 5                | Brozas                |
| Cáceres               | 28        | 131.970          | 3.716,29   | 36               | Cáceres               |
| Coria                 | 38        | 42.031           | 2.333,76   | 18               | Coria                 |
| Hervás                | 24        | 19.714           | 1.164,10   | 17               | Hervás                |
| Jaraiz de la Vera     | 14        | 21.587           | 704,30     | 31               | Jaraíz de la Vera     |
| Logrosán              | 12        | 11.847           | 1.986,77   | 6                | Logrosán              |
| Navalmoral de la Mata | 34        | 41.632           | 2.444,12   | 17               | Navalmoral de la Mata |
| Plasencia             | 33        | 72.002           | 2.241,48   | 32               | Plasencia             |
| Trujillo              | 23        | 30.525           | 2.316,96   | 13               | Trujillo              |
| Valencia de Alcántara | 8         | 7.930            | 1.380,72   | 6                | Valencia de Alcántara |
| Provinz Cáceres       | 223       | 387.820          | 19.867,78  | 20               | Cáceres               |

### Gerichtsbezirke

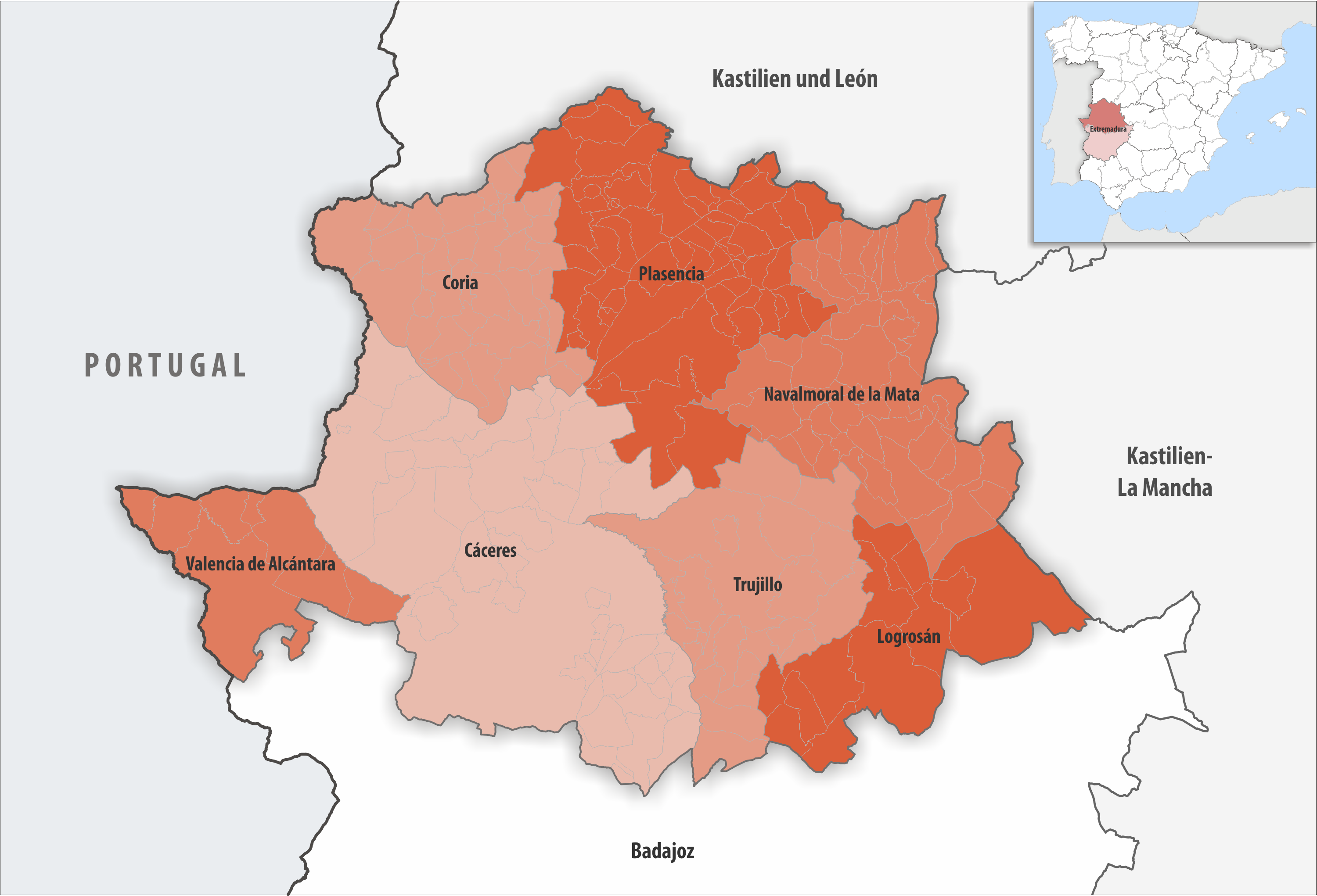
Gerichtsbezirke in der Provinz Cáceres

| Gerichtsbezirk        | Gemeinden | Einwohner (2024) | Fläche km² | Dichte Einw./km² | Hauptquartier         |
| --------------------- | --------- | ---------------- | ---------- | ---------------- | --------------------- |
| Cáceres               | 41        | 142.877          | 5.582,04   | 26               | Cáceres               |
| Coria                 | 36        | 41.733           | 2.174,42   | 19               | Coria                 |
| Logrosán              | 12        | 11.847           | 1.986,77   | 6                | Logrosán              |
| Navalmoral de la Mata | 44        | 54.658           | 2.848,68   | 19               | Navalmoral de la Mata |
| Plasencia             | 60        | 99.595           | 3.561,11   | 28               | Plasencia             |
| Trujillo              | 22        | 29.180           | 2.334,04   | 13               | Trujillo              |
| Valencia de Alcántara | 8         | 7.930            | 1.380,72   | 6                | Valencia de Alcántara |
| Provinz Cáceres       | 223       | 387.820          | 19.867,78  | 20               | Cáceres               |

## Städte
Provinzhauptstadt ist die Stadt Cáceres, die zweitgrößte Stadt ist Plasencia. In der Provinz Cáceres leben 387.805 Menschen (2022), davon etwa ein Viertel in der Hauptstadt.
Größte Orte
Stand: 2024
| Gemeinde              | Einwohner |
| --------------------- | --------- |
| Cáceres               | 96.441    |
| Plasencia             | 39.829    |
| Navalmoral de la Mata | 17.028    |
| Coria                 | 12.114    |

Kleinste Gemeinde ist Ruanes mit 81 Einwohnern.

## Sehenswürdigkeiten
- Die Altstadt von Cáceres (UNESCO-Welterbe seit 1986).
- Das Kloster Real Monasterio de Nuestra Señora de Guadalupe (UNESCO-Welterbe seit 1993).[3]
- Die Puente de Alcántara, eine römische Brücke von 106 n. Chr., die noch immer befahrbar ist.
- Der Nationalpark Monfragüe.
- Das Naturschutzgebiet Reserva Natural Garganta de los Infiernos.
- Das Guayasamín House Museum in Cáceres, das bislang einzige Museum Europas, das dem Werk des ecuadorianischen Malers Oswaldo Guayasamín gewidmet ist.
- Die am höchsten Punkt der Altstadt Cáceres in Fels gehauene Zisterne Aljibe von Cáceres, der größte Zisternenbau der Welt (UNESCO-Welterbe seit 1986).
- Das Kernkraftwerk Almaraz in der Nähe von Cáceres.
- Die Santa-Ana-Höhle, die sich auf einem Militärgelände befindet, gehört zu einem System von Karsthöhlen in der Region.
- Die Via de la Plata ist eine Römerstraße, die von Norden nach Süden der Region Cáceres führt. An ihr liegen viele Überreste aus der Römerzeit wie das Castra Cecilia, das Castra Servilia oder El Junquillo. Sie führt auch an Valdesalor vorbei, in dessen Nähe eine rekonstruierte Römerbrücke, die sich Puente de la Mocha nennt, liegt.[4]
- Der Dolmen del Mellizo beim Dorf Aceña de la Borrega und die Dolmen von Alcántara.
- Das Museo Vostell Malpartida, gegründet vom deutschen Fluxus-Künstler Wolf Vostell im Naturschutzgebiet Los Barruecos nahe Malpartida de Cáceres.